# Katharina Truppe
Katharina Truppe, avstrijska alpska smučarka * 15. januar 1996, Beljak
Bila je članica avstrijske reprezentance na svetovnem prvenstvu 2019, kjer so na ekipni tekmi zasedli 2. mesto.

## Rezultati svetovnega pokala
| Sezona | Starost | Skupni seštevek | Slalom | Veleslalom | Superveleslalom | Smuk | Paralerna tekma |
| ------ | ------- | --------------- | ------ | ---------- | --------------- | ---- | --------------- |
| 2016   | 20      | 59.             | 23.    | 34.        | —               | —    | —               |
| 2017   | 21      | 34.             | 13.    | 24.        | —               | —    | —               |
| 2018   | 22      | 35.             | 12.    | 39.        | —               | —    | —               |
| 2019   | 23      | 13.             | 6.     | 21.        | —               | —    | —               |
| 2020   | 24      | 19.             | 7.     | 22.        | —               | —    | 22.             |
| 2021   | 25      | 28.             | 12..   | 20.        | —               | —    | 13.             |

### Top 3
| Sezona | Datum             | Kraj                     | Disciplina | Mesto |
| ------ | ----------------- | ------------------------ | ---------- | ----- |
| 2020   | 23. november 2019 | Levi, Finska             | Slalom     | 3.    |
| 2020   | 16. februar 2020  | Kranjska Gora, Slovenija | Slalom     | 3.    |

### Zmaga v evropskem pokalu
| Leto | Datum            | Kraj           | Disciplina |
| ---- | ---------------- | -------------- | ---------- |
| 2015 | 8. januarja 2015 | Melchsee-Frutt | Slalom     |

### Avstrijsko državno prvenstvo
| Leto | Disciplina | Mesto |
| ---- | ---------- | ----- |
| 2015 | Slalom     | 2.    |
| 2017 | Slalom     | 2.    |
| 2018 | Slalom     | 3.    |
| 2019 | Slalom     | 2.    |
| 2020 | Slalom     | 3.    |

## Rezultati mladinskega svetovnega prvenstva
| Leto | Datum    | Kraj    | Disciplina | Mesto   |
| ---- | -------- | ------- | ---------- | ------- |
| 2015 | 7. marec | Hafjell | Veleslalom | ODSTOP1 |
| 2015 | 9. marec | Hafjell | Slalom     | 3.      |
| 2016 | 2. marec | Soči    | Veleslalom | 6.      |
| 2016 | 5. marec | Soči    | Slalom     | ODSTOP1 |

## Rezultati svetovnega prvenstva
| Leto | Starost | Slalom | veleslalom        | Superveleslalom | Smuk | Ekipna tekma |
| ---- | ------- | ------ | ----------------- | --------------- | ---- | ------------ |
| 2017 | 21      | 19.    | DISKVALIFICIRANA1 | —               | —    | 5.           |
| 2019 | 23      | 8.     | 24.               | —               | —    | 2.           |